# Verwaltungshoheit
Verwaltungshoheit ist ein Rechtsbegriff im Steuer- und im Staatsrecht.
Im Steuerrecht gibt die Verwaltungshoheit darüber Auskunft, wer die Steuern erhebt, sprich die Gesetze vollzieht. Nicht verwechselt werden darf die Verwaltungshoheit mit der Ertragshoheit, die darüber Auskunft gibt, welche Gebietskörperschaft in den Genuss der Steuern kommt.
Im Staatsrecht zählt sie zur Exekutive und ist eines von mehreren Hoheitsrechten der Staatsgewalt. Zur Sicherung des öffentlichen Lebens kann sie auf andere Staaten oder supranationale Organisationen übertragen werden, sofern der betreffende Staat oder eine staatliche Körperschaft dieses Hoheitsrecht nicht ausführen kann.
Kommt die Übertragung von Hoheitsrechten einer Annexion gleich oder berührt sie in anderer Weise die Souveränität eines Staates oder das Selbstbestimmungsrecht der Völker, ist sie Gegenstand des internationalen Rechts beziehungsweise des Völkerrechts. Im Falle Kosovos wurde einer UN-Übergangsverwaltung die Verwaltungshoheit übertragen.